# 걸캅스
《걸캅스》(Miss & Mrs. Cops)는 2019년 5월 9일에 개봉한 대한민국의 액션 코미디 영화이다. 이성경, 라미란, 윤상현, 수영이 주연으로 출현했고 정다원 감독이 연출했다.
전작 《소원》(2013)을 함께한 제작사 필름모멘텀의 변봉현 대표가 라미란을 주인공으로 한 이야기를 만들고 싶어 영화 악인전 이후 오랫동안 개발한 프로젝트로, 베테랑 제작진의 첫 영화 데뷔작 《친절한 금자씨》 이후 48편의 작품에 출연한 라미란의 첫 영화 주연작이다.
개봉 10일차인 5월 18일 100만 관객을 돌파했다.
드라마화 진출하였으나, 사실상 무산되었다.

## 줄거리
민원실 퇴출 0순위 전직 전설의 형사 '미영'과 민원실로 밀려난 현직 꼴통 형사 '지혜'. 
집에서는 눈만 마주쳐도 으르렁 대는 시누이 올케 사이인 두 사람은 민원실에 신고접수를 하기 위해 왔다가 차도에 뛰어든 한 여성을 목격하고 그녀가 48시간 후 업로드가 예고된 디지털 성범죄 사건의 피해자란 사실을 알게 된다. 강력반, 사이버 범죄 수사대, 여성청소년계까지 경찰 내 모든 부서들에서 복잡한 절차와 인력 부족을 이유로 사건이 밀려나자 미영과 지혜는 비공식 수사에 나서기로 결심한다.

## 캐스팅

### 주요 인물
- 라미란 : 박미영 역 - 본작의 여주인공 1. 지철의 아내 성산경찰서 민원실 과거여성기동대 11기.
- 이성경 : 조지혜 역 - 본작의 여주인공 2. 지철의 동생 성산경찰서 민원실.

### 조연

#### 성신경찰서
- 수영 : 양장미 역 - 성산경찰서 민원실. 국정원 출신.
- 한수현 : 곽 형사 역 - 성산경찰서 강력3팀.
- 전석호 : 오 형사 역 - 성산경찰서 강력3팀.
- 조병규 : 막내형사 역 - 성산경찰서 강력3팀.

#### 빌런
- 위하준 : 우준 역 - 본작의 메인 빌런이자 최종 보스. 디지털 신종 범죄조직의 리더.
- 주우재 : 필립 역 - 본작의 서브 빌런이자 중간 보스. 우준의 오른팔.
- 강홍석 : 용석 역 - 우준의 부하.
- 김도완 : 찬영 역 - 우준의 부하.

#### 기타
- 윤상현 : 조지철 역 - 미영의 남편
- 염혜란 : 민원실장 역 - 과거여성기동대 3기
- 하정우 : 모텔직원 역
- 안재홍 : 클럽앞 덩치 1 역

### 그 외 출연진
- 안창환 : 강상두 역 - 본작의 엑스트라 보스.
- 조혜주 : 수빈 역
- 박소은 : 서진 역
- 이정민 : 채숙희 역
- 김준 : 찬웅 역
- 소희정 : 서진 모 역
- 배유람 : 핼륨풍선 고등학생 1 역
- 임현성 : 사이버수사대 경찰 역
- 김민경 : 여청과 형사 역
- 최병윤 : 클럽직원 역
- 정두원 : 클럽작업남 역
- 옥자연 : 뉴퍼시픽자살피해여성 역
- 강민호 : 엔딩강당 사회자 역
- 전소영 : 아나운서 역
- 김지나 : 과거여성기동대 1 역
- 신현숙 : 과거여성기동대 2 역
- 이은숙 : 과거여성기동대 3 역
- 윤현길 : 과거 기동대장 역
- 장한별 : 과거상두똘마니 1 역
- 이확광 : 과거상두똘마니 2 역
- 김성종 : 과거상두똘마니 3 역
- 김진욱 : 과거강당 사진사 역
- 이문빈 : 위병소의경 역
- 임현철 : 정수기 의경 역
- 여시현 : 적성검사민원인 역
- 서석규 : 사고 트럭운전사 역
- 설창희 : 서진의사 역
- 김태준 : 형사과 민원인 역
- 이성규 : 킥보드 중학생 역
- 송지혁 : 해피벌룬 대학생 1 역
- 임예은 : 해피벌룬 대학생 2 역
- 김신우 : 해피벌룬 대학생 3 역
- 김송이 : 해피벌룬 대학생 4 역
- 최혜진 : 뒷골목 향수녀 역
- 검비르 : 큰옷 아랍주인 역
- 잭 에드워드 라이언스 : 제이디 역
- 트레버 매큐언 : 타투외국인 역
- 크리스 라이언 : 카멜로 역
- 디앤서니 피츠제럴드 넬슨 주니어 : 아랍똘마니 1 역
- 아미르 레자 바흐라미안 : 아랍똘마니 2 역
- 앙퓨먼 : 아랍똘마니 3 역
- 임범용 : 이태원파출소 순경 1 역
- 김춘심 : 이태원파출소 순경 2 역
- 여은지 : 클럽댄서 역
- 김세진 : 핼륨풍선 고등학생 2 역
- 김철환 : 핼륨풍선 고등학생 3 역
- 하연희 : 핼륨풍선 고등학생 4 역
- 이진성 : 핼륨풍선 고등학생 5 역
- 안성봉 : 덩치 무리 1 역
- 김성균 : 덩치 무리 2 역
- 황필성 : 덩치 무리 3 역
- 류대산 : 오토바이 배달부 역
- 이의수 : 교통과장 역
- 백승환 : 과거 경찰청장 역
- 김한상 : 과거표창 사회자 역
- 이선정 : 향수 모델 역
- 강신하 : 뉴퍼시픽 택시기사 역
- 김정현 : 담뱃불 형사 1 역
- 나대남 : 담뱃불 형사 2 역
- 김광섭 : 신촌 선글라스남 역
- 강희중 : 신촌 노인 역
- 조서진 : 신촌 검은모자 역
- 김정교 : 모텔 몰카남 역
- 김용진 : 야동남 역
- 이승훈 : 뒷골목 마약거래남 1 역
- 서성현 : 뒷골목 마약거래남 2 역
- 곽민석 : 지하 타투샵 손님 역
- 안대웅 : 클럽가드 역
- 강문봉 : 케밥주인 역
- 김병남 : 팀장대역
- 김미지 : 경찰포스터 여경 역
- 오성현 : 증거사진 스튜어디스 역
- 황필규 : 와인부스 직원 역
- 오상준 : 엔딩 경찰청장 역
- 황이현 : 찬웅 (목소리) 역

### 우정출연
- 이레 : 어린 지혜 역

### 특별출연
- 성동일 : 강력3팀 팀장 역 - 성산경찰서

## 설정
- 성산경찰서: 서울에 위치하고 있는 가공의 경찰서다.

## 같이 보기
- 2019년 대한민국의 영화 목록